# Elizabeth Hamilton (1640-1708)
Lady Elizabeth Hamilton, contessa de Gramont (Strabane, 1640 – 3 giugno 1708), è stata una nobildonna scozzese.

## Biografia
Elizabeth Hamilton è nata a Strabane, County Tyrone, Irlanda, figlia di George Hamilton, I baronetto di Donalong, e di sua moglie Mary Butler. Divenne un membro della corte inglese nel 1661. Venne descritta come una grande bellezza e divenne nota per il suo giudizio, fascino e sensibilità. Inoltre era amante degli scherzi. Era molto corteggiata, tra i suoi corteggiatori c'erano il duca di York, il duca di Richmond e l'Erede di Norfolk, ma lei li respinse tutti.

## Matrimonio
Nel 1664, sposò a Londra,  Philibert, conte de Gramont, un esule francese alla corte inglese. La coppia ebbe due figlie:
- Claude Charlotte de Gramont, che sposò Henry Stafford-Howard, I conte di Stafford;
- Marie Elizabeth de Gramont (nata il 27 dicembre 1667).

Gramont l'aveva corteggiata per qualche tempo e si era capito che si sarebbero sposati. Quando a Gramont è stato dato il permesso di tornare in Francia, però, la lasciò in fretta, dando l'impressione che non avrebbe onorato la sua intenzione di sposarla. I suoi fratelli perciò lo fermarono e fecero pressione affinché la sposasse.
Ha seguito il suo coniuge in Francia nel 1669, dove è stata fatta Dame du Palais dalla regina francese.

## Morte
Nel 1696, il suo sposo era afflitto da una grave malattia, e dopo essere guarito, condusse una vita religiosa, in cui lei lo seguì. Morì un anno dopo essere rimasta vedova.

## Ascendenza
|                                          |                                   |                           | Genitori                               |  |  | Nonni |  |  | Bisnonni                       |  |  | Trisnonni                         |  |
|                                          |                                   |                           |                                        |  |  |       |  |  | Claud Hamilton, I lord Paisley |  |  | James Hamilton, II conte di Arran |  |
|                                          |                                   |                           |                                        |  |  |       |  |  | Claud Hamilton, I lord Paisley |  |  | James Hamilton, II conte di Arran |  |
|                                          |                                   | lady Margaret Douglas     |                                        |  |  |       |  |  | Claud Hamilton, I lord Paisley |  |  |                                   |  |
| James Hamilton, I conte di Abercorn      |                                   |                           |                                        |  |  |       |  |  | Claud Hamilton, I lord Paisley |  |  |                                   |  |
|                                          |                                   | Margaret Seton            | George Seton, VII lord Seton           |  |  |       |  |  |                                |  |  |                                   |  |
|                                          |                                   | Margaret Seton            | George Seton, VII lord Seton           |  |  |       |  |  |                                |  |  |                                   |  |
|                                          |                                   | Margaret Seton            | Isabel Hamilton                        |  |  |       |  |  |                                |  |  |                                   |  |
| George Hamilton, I baronetto di Donalong |                                   | Margaret Seton            |                                        |  |  |       |  |  |                                |  |  |                                   |  |
|                                          |                                   | Thomas Boyd, VI lord Boyd | Robert Boyd, V lord Boyd               |  |  |       |  |  |                                |  |  |                                   |  |
|                                          |                                   | Thomas Boyd, VI lord Boyd | Robert Boyd, V lord Boyd               |  |  |       |  |  |                                |  |  |                                   |  |
|                                          |                                   | Thomas Boyd, VI lord Boyd | Margaret Colquhoun                     |  |  |       |  |  |                                |  |  |                                   |  |
| Marion Boyd                              |                                   | Thomas Boyd, VI lord Boyd |                                        |  |  |       |  |  |                                |  |  |                                   |  |
|                                          |                                   | Marion Campbell           | sir Matthew Campbell                   |  |  |       |  |  |                                |  |  |                                   |  |
|                                          |                                   | Marion Campbell           | sir Matthew Campbell                   |  |  |       |  |  |                                |  |  |                                   |  |
|                                          |                                   | Marion Campbell           | Isabel Drummond                        |  |  |       |  |  |                                |  |  |                                   |  |
| lady Elizabeth Hamilton                  |                                   | Marion Campbell           |                                        |  |  |       |  |  |                                |  |  |                                   |  |
|                                          | Walter Butler, XI conte di Ormond | lord John Butler          |                                        |  |  |       |  |  |                                |  |  |                                   |  |
|                                          | Walter Butler, XI conte di Ormond | lord John Butler          |                                        |  |  |       |  |  |                                |  |  |                                   |  |
|                                          | Walter Butler, XI conte di Ormond | Katherine MacCartie       |                                        |  |  |       |  |  |                                |  |  |                                   |  |
| Thomas Butler, visconte di Thurles       | Walter Butler, XI conte di Ormond |                           |                                        |  |  |       |  |  |                                |  |  |                                   |  |
|                                          |                                   | hon. Helen Butler         | Edmund Butler, II visconte Mountgarret |  |  |       |  |  |                                |  |  |                                   |  |
|                                          |                                   | hon. Helen Butler         | Edmund Butler, II visconte Mountgarret |  |  |       |  |  |                                |  |  |                                   |  |
|                                          |                                   | hon. Helen Butler         | Grizel FitzPatrick                     |  |  |       |  |  |                                |  |  |                                   |  |
| lady Mary Butler                         |                                   | hon. Helen Butler         |                                        |  |  |       |  |  |                                |  |  |                                   |  |
|                                          |                                   | sir John Pointz           | sir Nicholas Poyntz                    |  |  |       |  |  |                                |  |  |                                   |  |
|                                          |                                   | sir John Pointz           | sir Nicholas Poyntz                    |  |  |       |  |  |                                |  |  |                                   |  |
|                                          |                                   | sir John Pointz           | Anne Verney                            |  |  |       |  |  |                                |  |  |                                   |  |
| Elizabeth Pointz                         |                                   | sir John Pointz           |                                        |  |  |       |  |  |                                |  |  |                                   |  |
|                                          |                                   | Elizabeth Sydenham        | Alexander Sydenham                     |  |  |       |  |  |                                |  |  |                                   |  |
|                                          |                                   | Elizabeth Sydenham        | Alexander Sydenham                     |  |  |       |  |  |                                |  |  |                                   |  |
|                                          |                                   | Elizabeth Sydenham        | Anne Sydenham                          |  |  |       |  |  |                                |  |  |                                   |  |
|                                          |                                   | Elizabeth Sydenham        |                                        |  |  |       |  |  |                                |  |  |                                   |  |